# Anne-Flore Rey
Anne-Flore Rey-Tafani, francoska alpska smučarka, * 2. februar 1962, Brignand, Francija. 
Nastopila je na olimpijskih igrah 1980 in 1984, kjer je dosegla 25. in deseto mesto v veleslalomu, v slalomu je obakrat odstopila. V svetovnem pokalu je tekmovala devet sezon med letoma 1979 in 1986 ter dosegla eno zmago in še eno uvrstitev na stopničke, obe v veleslalomu. V skupnem seštevku svetovnega pokala je bila najvišje na dvajsetem mestu leta 1983, ko je bila tudi osma v veleslalomskem seštevku, leta 1986 pa je bila sedma v superveleslalomskem seštevku.